# 한여름 (가수)
한여름(1996년 9월 2일~)은 대한민국의 가수이다. 2014년 대한민국 청소년 트로트 가요제 대상을 수상했으며, 2018년 1집 앨범 'HAN SUMMER'로 데뷔하였다. 별명은 예산의 딸이다.

## 방송
- 전국노래자랑(2018) - 홍성편 최우수상
- 거북이 늬우스(2019)
- 내일은 미스트롯(2019) - Top94
- 트롯신이 떴다 2(2020) - Top12(12위)
- 미스트롯3(2023) - Top30

## 음반
- Han summer(2018)
- 소녀와 꽃(2019)
- RETRO HOT(2019)
- [트롯신이 떴다2-라스트찬스] 5 Round Part.1(2020)
- [트롯신이 떴다2-라스트찬스] 5 Round Part.2(2020)

## 공연
- 2018 아침마당 도전 꿈의 무대 동창회 첫번째 콘서트(2018)
- 아침마당 도전 꿈의 무대 동창회 두 번째 콘서트 - 인천(2019)

## 경력
- 한국청소년쉼터협의회 홍보대사(2018)
- 경주월드 CF 전속모델(2019)
- 힘내라대한민국 no.1 마스크 모델(2019)
- 문화유산회복재단 홍보대사(2019)
- 충청남도 예산군 홍보대사(2019)
- 예산경찰서 홍보대사(2021)